# Condado de Sumter (Carolina do Sul)
O Condado de Sumter é um dos 46 condados do Estado americano da Carolina do Sul. A sede do condado é Sumter, e sua maior cidade é Sumter. O condado possui uma área de 1 766 km² (dos quais 43 km² estão cobertos por água), uma população de 104 646 habitantes, e uma densidade populacional de 61 hab/km² (segundo o censo nacional de 2000). O condado foi fundado em 1798.